# Prix Genesis

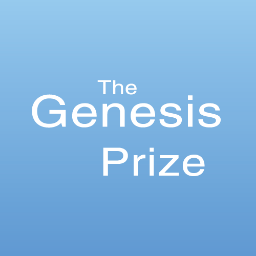
Le logo du prix Genesis

Le Prix Genesis (The Genesis Prize) décerné pour la première fois le 21 octobre 2013 par Israël et dont le premier récipiendaire est le maire de New York, Michael Bloomberg,,,,, avec 1 million de dollars attaché, récompense les êtres humains exceptionnels qui représentent les valeurs juives dans leurs contributions au bien de l'humanité. 
Le Prix Genesis a été créé par 3 milliardaires russes : Mikhail Fridman, Pyotr Aven et German Khan avec Stan Polovets et Alexander Knaster, avec une fondation de 100 millions de dollars. Le Prix Genesis se veut dans la lignée des Prix Nobel et de la John D. and Catherine T. McArthur Fondation (Fondation MacArthur).

## Récipiendaires
- 2014 :  Michael Bloomberg[8]
- 2015 :  Michael Douglas[9],[10]
- 2016 :   Itzhak Perlman[11]
- 2017 :  Anish Kapoor[12],[13]
- 2018   Natalie Portman[14],[15]
- 2018  Ruth Bader Ginsburg[16]
- 2019  Robert Kraft[17]
- 2020  Natan Sharansky[18]
- 2021  Steven Spielberg[19]
- 2021   Jonathan Sacks[20]
- 2022  Albert Bourla[21]
- 2023  Barbra Streisand[22]
- 2024   Supporting Hostages and Their Families[23]
- 2025  Javier Milei[24]

## Les comités attachés au Prix

### Le Comité de sélection
- Natan Sharansky (Chairman), président de l'exécutif de l'Agence juive
- Jonathan Sacks, Lord, Grand-rabbin honoraire du Royaume-Uni
- Harel Locker, directeur général, Bureau du Premier ministre d'Israël
- Fiamma Nirenstein, vice-présidente du Comité des affaires étrangères, Parlement de la République italienne 2008-2012
- Shlomit Barnea Farago, conseillère juridique, Bureau du Premier ministre d'Israël
- Petr Aven, cofondateur et membre du Conseil d'administration du groupe philanthropique Genesis, président du Conseil d'administration, Alpha Banking Group
- Jack Rosen, directeur général (CEO), Rosen Partners LLC; Président du Congrès Juif américain
- Andrés Spokoiny, président et directeur général (CEO) du Jewish Funders Network

### Le Comité du Prix
- Yuli Edelstein (Chairman), Speaker de la Knesset
- Elie Wiesel, Prix Nobel (décédé le 2 juillet 2016)
- Meir Shamgar, Juge et président honoraire de la Cour suprême d'Israël
- Tova Strasberg-Cohen, Juge à la Cour suprême d'Israël, à la retraite
- Jill W. Smith, Présidente de la Fondation juive pour l'éducation des femmes

### Les conseillers
- Jehuda Reinharz (Chairman), Président honoraire, Université Brandeis; Président, Fondation Mandel
- Rivka Carmi, Présidente, Université Ben Gourion du Néguev
- Irwin Cotler, Membre du Parlement du Canada, ancien Ministre de la Justice (Canada)
- Vartan Gregorian, Président de la Carnegie Corporation de New York
- John Sexton, Président, Université de New York
- Jonathan F. Fanton, Président honoraire, John D. and Catherine T. McArthur Foundation (Fondation MacArthur)
- Allen Shapard, Chef de Global Institutions Practice, IMG Worldwide, Inc.; Conseiller de la Fondation Nobel/Comité norvégien du Nobel

## Conseil d'administration du Prix Genesis
- Wayne L. Firestone, Président (2013-2015)[25]
- Stan Polovets, Chairman, Conseil d'administration (2013-2015); Chairman et Président (2015-)[26]